# ネクスコ東日本エンジニアリング
株式会社ネクスコ東日本エンジニアリング（ネクスコひがしにほんエンジニアリング）は、主に、東日本高速道路管轄の首都圏の高速道路を保全管理している、東日本高速道路株式会社（NEXCO東日本）の連結子会社である。

## 概要
東日本高速道路株式会社の関東支社管内の高速道路・自動車専用道路や、サービスエリア・パーキングエリアの施設・環境点検業務などを行っている。
主な事業区間は、東北自動車道、常磐自動車道の首都圏部分や東京外環自動車道であり、該当エリアにおける保守点検を通じて、国民の大事な財産である大動脈道路を守り、安心・安全で快適な道路環境を維持し、ひいては日本経済の維持・発展、国民の豊かな暮らしに貢献している。
スローガンとしては独自には制定されていないが、NEXCO東日本グループとして「あなたに、ベスト・ウェイ」が制定されている。ブランドカラーは「ネクスコ・グリーン」と呼ばれる緑。同社では、東日本・北日本の安息を感じさせる自然をイメージした、深みと明るさのある緑としている。

## 沿革
- 1984年11月12日 東関東道路エンジニア株式会社　設立
- 1986年7月1日 本社移転 台東区台東2-27-7（日土地御徒町ビル）
- 1994年12月1日 本社移転 荒川区東日暮里5-7-18（コスモパークビル）
- 1999年1月1日 株式会社東関東に社名変更
- 1999年6月15日 ISO 9001登録取得
- 2007年10月31日 「株式会社ネクスコ・エンジニアリング関東」と合併して『株式会社ネクスコ東日本エンジニアリング』に社名変更し、NEXCO東日本グループの一員として新スタート
- 2008年4月1日 「中日本ハイウェイ・エンジニアリング東京株式会社」「株式会社テクナム」「道路通信エンジニア株式会社」の一部と合併し、事業拡大
- 2012年4月24日 テクニカル・トレーニングセンター開所
- 2015年11月 五明橋の実橋訓練場の完成

## 組織

### 本社部署
- 企画本部
  - 企画部
  - 品質安全推進室
- 総務本部
  - 総務部
  - 経理部
  - 業務監査室
- 技術本部
  - 技術管理部
  - 技術開発・営業部
  - 土木技術開発部
  - 施設技術開発部
  - システム運用部
- 土木事業本部
  - 土木管理部
  - 土木保全計画部
  - 土木調査設計部
  - 交通調査部
  - 環境緑化部
- 施設事業本部
  - 施設管理部
  - 施設技術部
  - 施設調査設計部
  - 施設保全部
  - 施設工事部
- テクニカルトレーニングセンター
- さいたま総合保全事務所
- 保全計画センター
  - つくば保全計画センター
  - 市原保全計画センター
  - 高崎保全計画センター

### 道路事務所
- 宇都宮道路事務所
- 加須道路事務所
- 大宮道路事務所
- 水戸道路事務所
- 谷和原道路事務所
- 三郷道路事務所
- 千葉道路事務所
- 市原道路事務所
- 東京湾アクアライン道路事務所
- 京浜道路事務所
- 長野道路事務所
- 佐久道路事務所
- 高崎道路事務所
- 所沢道路事務所

### 施設保全事務所
- 札幌施設保全事務所
- 仙台施設保全事務所
- 新潟施設保全事務所

## 事業範囲
東日本高速道路株式会社が管理運営する高速道路、自動車専用道路のうち、首都圏部分（関東支社管内※一部例外あり）の保全点検業務を行なっている。なお、北海道支社、東北支社、新潟支社はそれぞれ、ネクスコ・エンジニアリング北海道、ネクスコ・エンジニアリング東北、ネクスコ・エンジニアリング新潟が保全を担っており、4社体制にて東日本高速道路株式会社の道路保守点検を行っている。
ネクスコ東日本エンジニアリングの管轄管内の東京外環自動車道や常磐自動車道の首都圏部分は、全国の高速道路渋滞箇所の上位箇所となっている。

## 関連会社
- 東日本高速道路
- ネクスコ・エンジニアリング北海道
- ネクスコ・エンジニアリング東北
- ネクスコ・エンジニアリング新潟